# 連邦軍スポーツ学校
座標: 北緯51度58分03秒 東経7度59分41秒 / 北緯51.9675度 東経7.994722度
連邦軍スポーツ学校（れんぽうぐんスポーツがっこう、ドイツ語：Sportschule der Bundeswehr、略称：ZTransfBw）は、戦力基盤軍全軍局隷下の軍学校の一つ。本校の使命はドイツ連邦軍における体育（スポーツ）教官を養成することにある。ノルトライン＝ヴェストファーレン州ヴァーレンドルフに所在している。

## 歴史
1857年2月5日にゾントホーフェンにて連邦軍スポーツ学校は設立され、1978年にノルトライン＝ヴェストファーレン州のヴァーレンドルフに移転する。1974年11月15日にゲオルク・レーバー連邦国防大臣を通じて旧国防自動車運転学校の跡地にて「新」連邦軍スポーツ学校として礎石から建設された。4年の建設期間の末に建設された本校最初の課程はドイツで最も現代的なスポーツ施設の一つとして知られる。ゾントホーフェンのスポーツ学校分校はこんにちまで残っている。

## 任務
現在、教育申込は38本の異なる課程を含み、毎年約3,000人の士官と下士官が参加している。
申込まれる指導教官課程はドイツ・オリンピック・スポーツ協会の承認を介して、ハンドボール、サッカー、水泳、高山救命、アルペンスキーなどの各種スポーツ指導者養成のための課程が設けられている。連邦軍体育教官養成のため教育課程が編制に組みこまれ、軍人出場の世界選手権やローカルスポーツクラブに対する支援・協力体制を構築している。この要請に基づいて、スポーツ学校の基盤施設をヴァーレンドルフ所在の各スポーツクラブが毎日使用することを認められている。
連邦軍スポーツ学校の敷地内には連邦軍衛生局隷下の連邦軍スポーツ医学研究所、連邦軍体育支援群連邦軍体育隊の他、ヴェストファーレン・オリンピック・トレーニング・センターが置かれている。